# Mjuk lungört
Mjuk lungört (Pulmonaria mollis) är en strävbladig växtart som beskrevs av Franz Xaver von Wulfen och Jens Wilken Hornemann. Enligt Catalogue of Life ingår Mjuk lungört i släktet lungörter och familjen strävbladiga växter, men enligt Dyntaxa är tillhörigheten istället släktet lungörter och familjen strävbladiga växter. Arten förekommer tillfälligt i Sverige, men reproducerar sig inte.

## Underarter
Arten delas in i följande underarter:
- P. m. alpigena
- P. m. mollis

## Bildgalleri

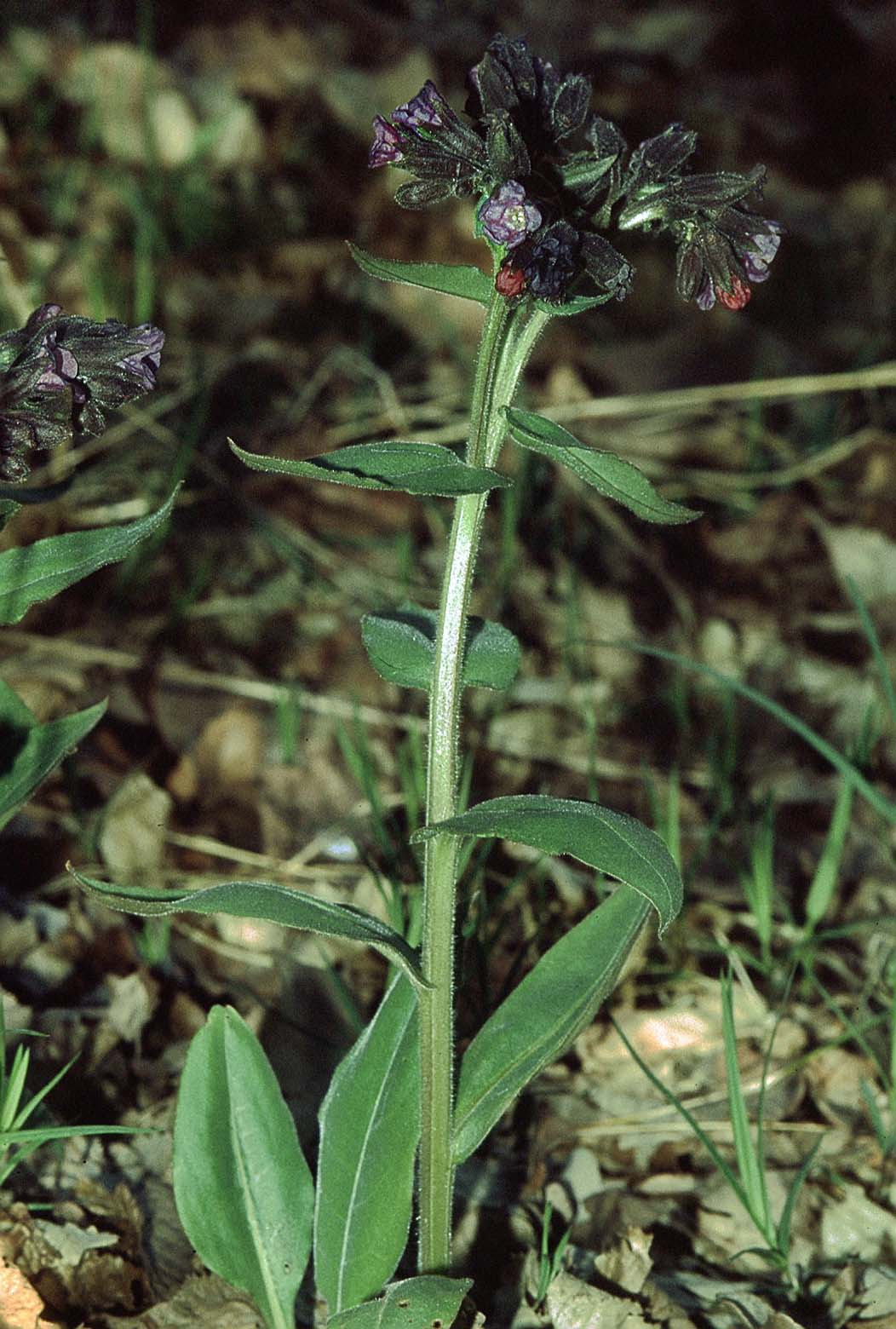
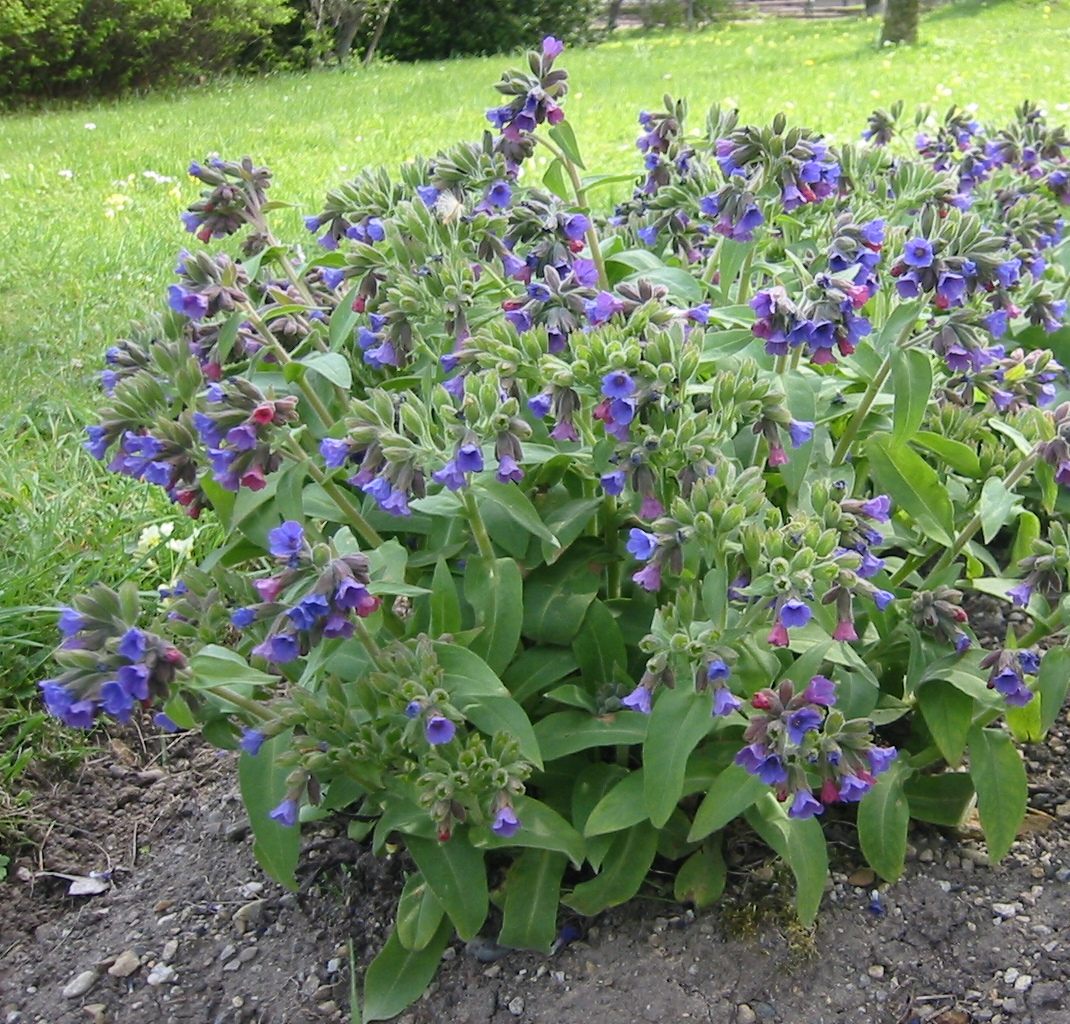
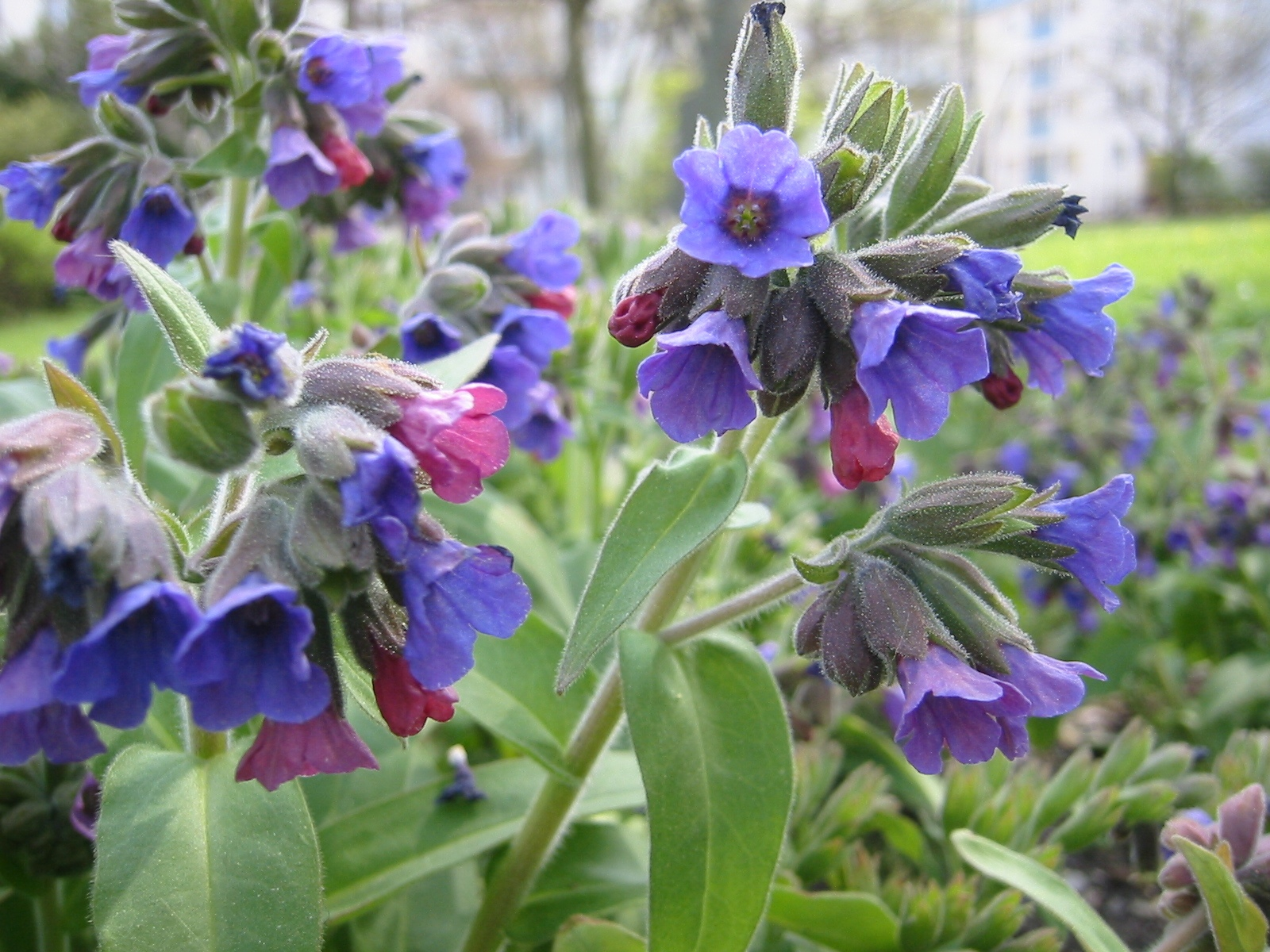
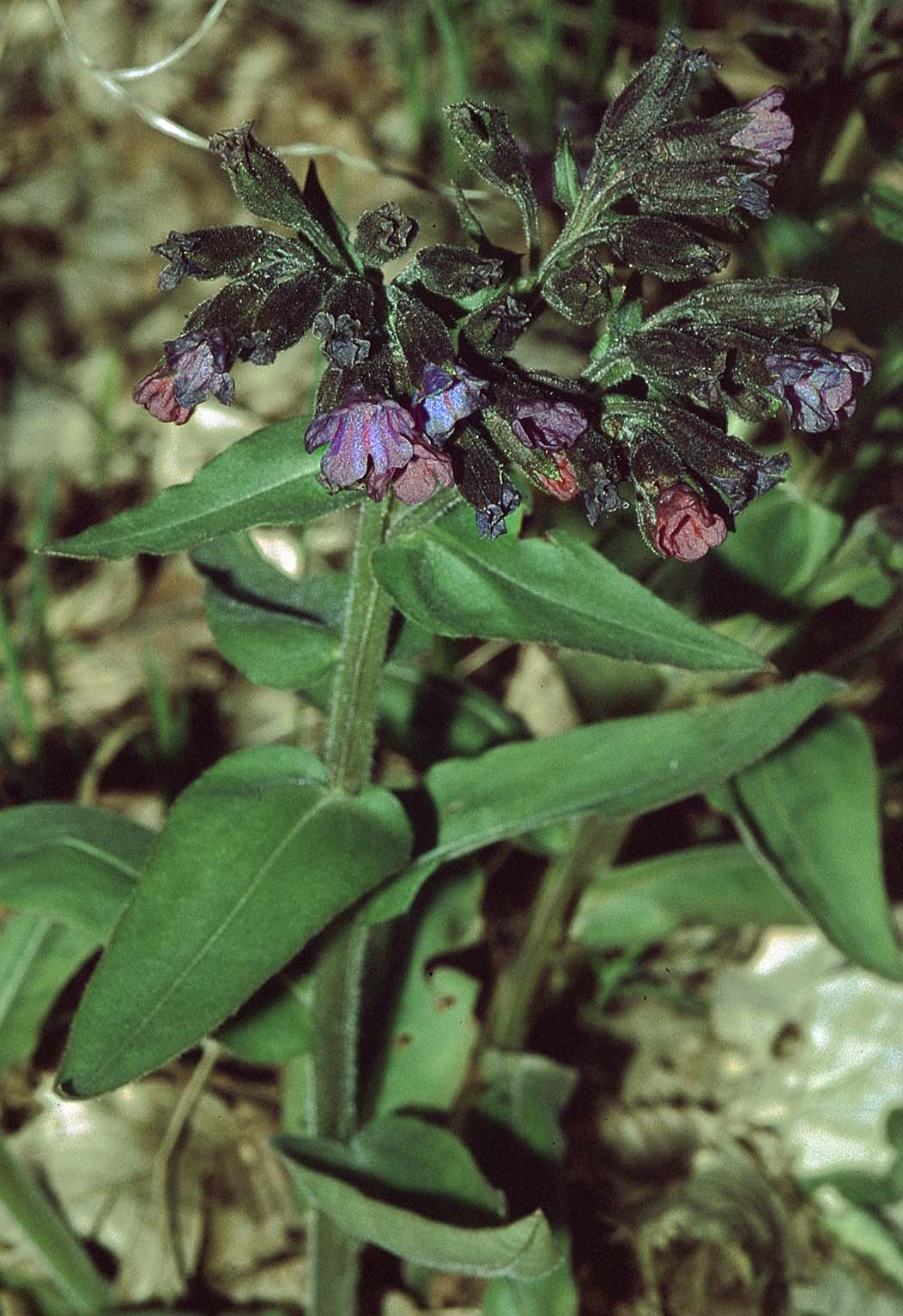
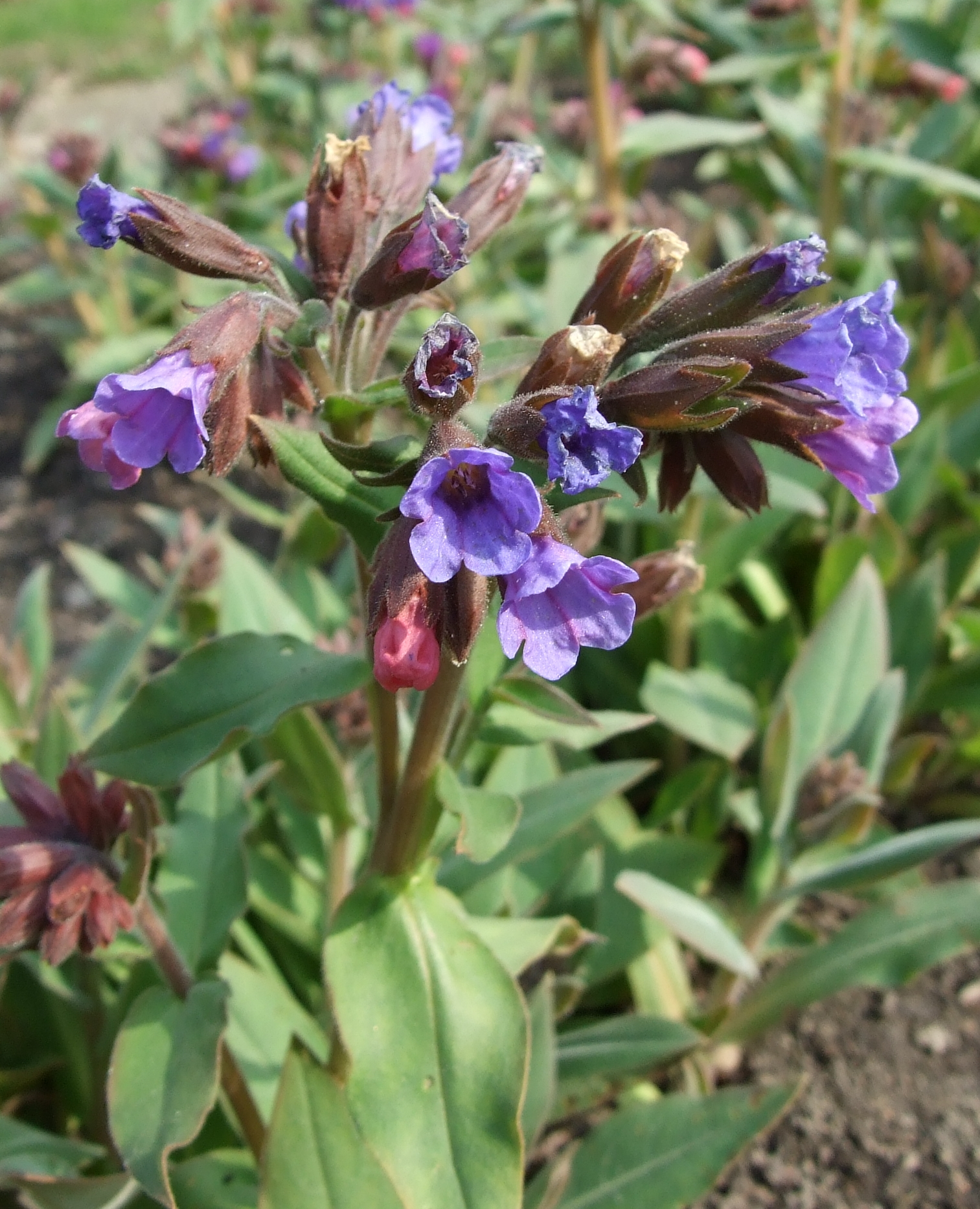
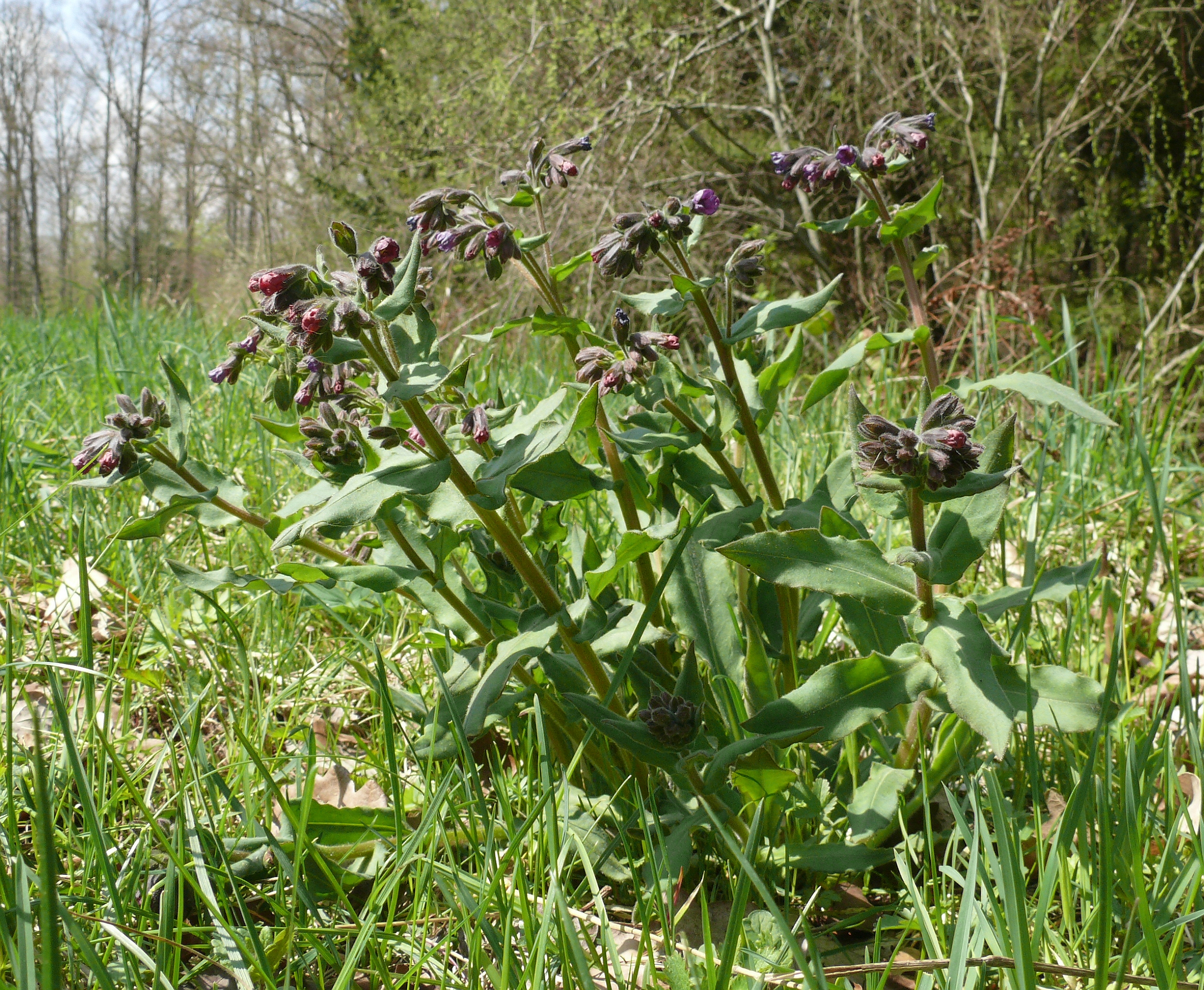